# Kivitoo
Kivitoo je opuštěná osada a bývalá velrybářská stanice na severovýchodním pobřeží Baffinova ostrova v Nunavutu v Kanadě. Inuité se z Kivitooa přestěhovali v roce 1926 do asi 55 km jižně vzdáleného Qikiqtarjuaqu.

## Historie
Na počátku 20. století obchodní společnost Sabellum založila Kivitoo jako město pro velrybáře, kteří se tam měli usídlit, aby lovili velryby. Kivitoo bylo opuštěno v roce 1926.